# Tom Munnelly
Tom Munnelly, né le 25 mai 1944 à Rathmines, un faubourg de Dublin, et décédé le 30 août 2007 à Milltown Malbay (comté de Clare), est un collecteur irlandais de musique traditionnelle.

## Biographie
Tom Munnelly vient au monde dans une banlieue sud de Dublin, à Rathmines, et fait des études au lycée technique de Clogher Road. Il commence à travailler dans une usine à l'âge de quinze ans. Il découvre la musique traditionnelle lors d'un camp scout.
En 1965, il fait la connaissance d'un Traveller, John « Jacko » Reilly, et enregistre sur son magnétophone The Maid and the Palmer, qu'il nommera The Well Below The Valley. En 150 ans de collectage, c'est la première fois que ce chant était recueilli. Christy Moore (Planxty), dans un article du magazine Swing 51 rappelle que « les folkloristes britanniques (...) ne voulaient pas croire que l'enregistrement était authentique. Ils pensaient qu'il s'agissait d'un montage, et ne pouvaient accepter que cette mélodie ait pu apparaître dans l'ouest de l'Irlande, parce qu'il n'y en avait jamais eu de trace dans cette région auparavant ». En 1972, Tom Munnelly fait entendre l'enregistrement à Christy Moore, qui l'inclura dans l'album de Planxty éponyme. Le groupe interprétera également The Raggle Taggle Gypsy, qui est une autre trouvaille de Tom Munnelly, collectée auprès de John Reilly. Plus tard, Sinéad O'Connor sera inspirée par une transcription de Tom Munnelly, également empruntée à John Reilly, Young Beichan (en), sous le titre Lord Baker.

### Carrière universitaire
A. L. Lloyd présente Tom Munnelly à D. K. Wilgus, professeur de chants traditionnels anglo-américains. En 1969, Munnelly devient l'assistant de Wilgus.
En 1970, il cofonde le Folk Music Society of Ireland (Cumann Cheoil Tíre Éireann) avec Breandán Breathnach. En 1971, il rejoint ce dernier dans le département de folklore irlandais de l'University College Dublin.
En 1976, on lui demande de recruter des artistes pour les célébrations du bicentenaire des États-Unis. Son travail de collecteur commence alors à apparaître sur la scène commerciale, tels que les enregistrements Paddy's Panacea (1978) et Mount Callan Garland (enregistré en 1984 et publié en 1994).
Au cours de sa carrière, il enregistre plus de 1 500 cassettes, soit plus de 20 000 mélodies traditionnelles. L'Irish Philadelphia déclarera qu'il s'agit de « la plus grande (...) collecte de chants traditionnels jamais réalisée par une seule personne ». Il a également transcrit et catalogué chacun des enregistrements.

## Le comté de Clare
En 1978, il s'installe dans le comté de Clare. Il épouse Annette, et le couple aura deux fils, Colm et Tara, et une fille, Éadaoin.
Il sera le président des archives de musique traditionnelle irlandaise de Dublin de 1987 à 1993. Le 19 juin 2007, il reçoit un doctorat honorifique de l'université nationale de Galway pour services rendus à la musique irlandaise traditionnelle.
Il décède à Miltown Malbay (en), comté de Clare, le 30 août 2007.

## Extraits de son œuvre
Publications
Tom Munnelly a écrit des articles pour le Folk Music Journal, le International Ballad Commission et le magazine en ligne Musical Traditions. Au début de 2007, Anne Clune publie un recueil de ses essais, Dear Far-voiced Veteran (Essays in Honour of Tom Munnelly, avec la contribution de Mícheál Ó Súilleabháin (en) et de Fintan Vallely.
À noter également l'ouvrage commun écrit avec Nicholas Carolan en 2002, Breandan Breathnach.
Discographie
Enregistrements effectués par Tom Munnelly :
- The Bonny Green Tree - Songs of an Irish Traveller - John "Jacko" Reilly - (1978) ;
- Paddy's Panacea: Songs Traditional In West Clare (1978) ;
- Songs of the Irish Travellers" (1983) ;
- The Mount Callan Garland: Songs from the repertoire of Tom Lenihan of Knockbrack, Miltown Malbay, County Clare (1994) ;